# Rhaphidophora ovoidea
Rhaphidophora ovoidea A.Chev. – gatunek wieloletnich, wiecznie zielonych pnączy z rodziny obrazkowatych, pochodzących z zachodniej Afryki tropikalnej, zasiedlających lasy deszczowe. Komórki tych roślin posiadają 60 chromosomów tworzących 30 par homologicznych.